# زابرجه (پتروواتس)
زابرجه (به صربی: Zabrđe) یک منطقهٔ مسکونی در صربستان است که در پتروواتس نا ملاوی واقع شده‌است.